# جمهوری هلوتی
جمهوری هلوتی (به فرانسوی: République helvétique) نام قدرت مرکزی حاکم بر سرزمین‌های سوئیس طی سال‌های ۱۷۸۹ تا ۱۸۰۳ میلادی بود.

## تاریخ
هجوم فرانسه در سال ۱۷۱۹، اتحادیهٔ سیزده کانتون سوئیس را به یک جمهوری متحد و متمرکز که از آزادی مذهبی و برابری سیاسی برخوردار بود مبدل ساخت. دیگر کشور متحد یا تابعی وجود نداشت بلکه سوئیس دارای نوزده کانتون بود که هر یک به وسیله حاکمی اداره می‌شد. قدرت و حکومت مرکزی به یک هیئت مدیره (دیرکتوار)، پنج وزیر، یک سنا و یک شورای بزرگ سپرده شده بود؛ ولی به محض اجرای قانون اساسی جدید که جنبهٔ مدنی و غیرمذهبی داشت و طرفدار وحدت سیاسی بود شورش‌هائی در شوایتس، واله علیا، ونیدوالد، به وقوع پوست که با مداخله فرانسویان آرام شد. در سال ۱۷۹۹، سوئیس به صورت میدان جنگ میان نیروهای فرانسوی، اتریشی و روسی درآمد و از این بابت خسارات زیادی به این کشور رسید.
بزودی منازعات سختی، میان کسانی که طرفدار وحدت سیاسی و اوضاع جدید بودند (Unitaires) و فدرالیست‌ها که می‌خواستند سوئیس را به کانتون‌های قدیم تجزیه کنند درگرفت و این منازعات در سال ۱۸۰۲ به جنگ داخلی شدیدی منجر شد. طرفداران وحدت شکست خوردند و اعضای دولت به لوزان گریخته از فرانسه کمک خواستند، بناپارت به مداخله پرداخت و در سال ۱۸۰۳ فرمانی به عنوان وساطت و میانجی گری صادر کرد؛ به موجب این فرمان قانون اساسی جدیدی طرح شد که قانون اساسی سابق و قانون جمهوری هلوتی را سازش می‌داد: سوئیس به نوزده کانتون تقسیم شد یعنی سیزده کانتون قدیم به اضافه سن گال، گریزون، آرگووی، تورگووی، وو، تسن؛ قدرت قانونگذاری به دست دیت و قدرت اجرائی به دست شورای حکومتی که در یکی از کانتون‌ها تشکیل می‌یافت بود، محل تشکیل این شورا هر سال تغییر می‌کرد و رئیس آن عنوان لاندامن سوئیس را داشت و فقط شش کانتون برای تشکیل شورای حکومتی تعیین شده بود. فرمان وساطت بناپارت البته صلح و آرامش را در سوئیس برقرار ساخت ولی وظایف نظامی سنگینی بر عهدهٔ سویس که متحد فرانسه بود گذاشت. ژنو یک شهر فرانسوی شد، نوشاتل را ناپلئون به مارشال برتیه داد و واله ضمیمه خاک فرانسه گردید.